# Asiti comú
L'asiti comú (Neodrepanis coruscans) és una espècie d'ocell de la família dels filepítids (Eurylaimidae) que habita boscos de les terres baixes del nord-oest i est de Madagascar.